# شين أمانو
شين أمانو (باليابانية: 天野真؛ بالكانا: あまの しん) هو متزلج فني ياباني، ولد في 13 مايو 1973 في طوكيو في اليابان.

## وصلات خارجية
- شين أمانو على موقع أوليمبيديا (الإنجليزية)